# シス規範
シス規範（シスきはん）、シスノーマティヴィティ（英語: cisnormativity）とは、全ての人々が本質的にシスジェンダーであるか、シスジェンダーであるべきであるという規範を指す。シスジェンダー規範やシスノーマティビティとも表記される。

## 概説
性的特徴に基づいて出生時に性別が割り当てられるが、この性別は全ての人が性同一性（ジェンダー・アイデンティティ）と一致していると仮定することがシス規範である。このシス規範は、出生時に割り当てられた性別と一致しない性同一性を持つトランスジェンダー、もしくはノンバイナリーの人々のように、性別二元論から外れた人の存在の抹消に繋がる可能性がある。そして、医療などさまざまな分野で有害な悪影響をもたらす。
シス規範はジェンダー本質主義と強く結びついている。出生時に割り当てられた性別と一致しない性同一性の存在、およびそれに関する表現やコミュニティを否定、軽蔑、または病理化する文化的および体系的なイデオロギーをシスジェンダリズムと呼ぶ。

## 定義
シス規範という用語は、2009年に『エイズ看護師協会誌（JANAC）』に掲載された論文で初めて提唱された。この論文では、シス規範を「すべての人がシスセクシュアルであるという期待」と定義している。『SAGE版 トランススタディーズ百科事典』によれば、シス規範とは「大多数の人は、社会的に割り当てられたジェンダー規範に従っている、または従うべきであるという考え方」であるとされている。
2007年、トランスフェミニストの著述家ジュリア・セラーノは著書『ウィッピング・ガール 』において、「シスセクシュアルの人々は、自分たちの身体のセックスと潜在意識下のセックスについて、生まれた時のセックスに違和感をもたず別のセックスになりたいと願うこともない経験は世界中誰にでも共通するという、間違いだけれども一般的な思い込みを持っている」と述べている。また、彼女は、シスジェンダーの人々が「シスセクシュアルであることを手あたり次第他人に投影しながら、シスセクシュアルであることを人間には当然の属性へと変えていく」ようになると主張している。
関連する概念としてシスジェンダリズム（シスセクシズムとも呼ばれる）がある。これは、『Transgender Studies Quarterly』においてエリカ・レノンとブライアン・J・ミルスターが、「出生時に割り当てられた性別と一致しない自己認識的なジェンダー・アイデンティティ、およびそれに伴う行動・表現・コミュニティを否定・貶め・病理化する文化的かつ制度的なイデオロギー」と定義している。シスジェンダリズムは、トランスフォビアの代替概念として提唱され、個人の「恐怖症」ではなく制度的なイデオロギーに焦点を当てることを意図している。この区別は、異性愛主義とホモフォビアの区別にもとづいている。『SAGE百科事典』によれば、シスノーマティヴィティはシスジェンダリズムの一形態である。
学術文献では、シスノーマティヴィティは、エンドセクシズム（endosexism）、セクシズム、異性愛主義、バイセクシュアルの抹消、階級差別、人種差別、年齢差別、ナショナリズムなどと交差的（インターセクショナル）に関係しているとされる。シスノーマティヴィティは、人々を厳格にジェンダーおよびジェンダー役割に分類することで、家父長制の維持にも寄与している。

また、シスノーマティヴィティは、しばしば異性愛規範とともに現れる。ジュディス・バトラーによれば、支配的なジェンダー観は「セックスとジェンダーと欲望の間に因果的な連続性を措定」している。2012年、社会学者メレディス・ワーゼンはこの現象を表す用語としてヘテロ＝シス＝ノーマティヴィティ（hetero-cis-normativity）を提唱した。
私は、ヘテロ＝シス＝ノーマティヴィティを、性的アイデンティティとジェンダー・アイデンティティをめぐって社会的権力を組織化する、規範・特権・抑圧のシステムとして定義する。このシステムのもとでは、異性愛かつシスジェンダーの人々が他のすべての人々よりも優位に置かれ、LGBTQの人々は構造的に不利な立場に置かれる。
ワーゼンによれば、ヘテロ＝シス＝ノーマティヴィティはLGBTへの敵意を説明するモデルであり、トランスフォビアはその一つの症状である可能性がある。

## 現れ方
2009年のJANAC論文によれば、「シス規範的な思い込みはあまりにも広範に浸透しているため、最初はそれに気づくことすら難しい」とされており、「シス規範は、子育て、個人や制度の方針・実践、さらには社会全体の構造といった社会的活動を形作っている」と述べられている。とくにシスジェンダーの男性のように、シス規範に従う人々は、そうでない人々、特にノンバイナリーの人々よりも特権的地位に置かれる。また、シスジェンダーであってもジェンダー役割に適合しない人は、シス規範の影響を受けることがある。

### ミスジェンダリング
シス規範はトランスジェンダーの人々のアイデンティティの抹消や、シスジェンダーとの区別の強調を引き起こす。ミスジェンダリング（性同一性に反した呼称でトランスジェンダーの人に言及する行為）は、シス規範の現れの一つである。
シスジェンダーの人々は文脈にかかわらず「男性」「女性」として特に注釈なしに呼ばれるのに対し、トランスジェンダーの人々は一貫して「トランス男性」「トランス女性」と呼ばれ、常に明示的な区別がなされる。すなわち、シスジェンダーであることが「普通」とされ、トランスであることは常に説明を要する特別な状態とされている。
このようにして、シス規範は「トランスの存在や可視性そのものを否定する」。セラーノは、シス規範こそがトランスの抹消の最も根本的な原因であり、トランスジェンダーの経験が公共空間から見えなくされる仕組みであると指摘している。性の多様性は歴史的に普遍的なものであるにもかかわらず、シス規範に影響された人々は、社会や制度を、トランスジェンダーが存在しないものとして捉えるようになりがちである。

### 制度との関係
『SAGE版 トランススタディーズ百科事典』は、シス規範の法制度上の例として、性別適合医療を受けたり法的な性別変更をするために精神疾患の診断を義務づける法律や、法的な性別変更の前提としてトランスの人々に不妊手術を強制する法律を挙げている。日本においては、性同一性障害者の性別の取扱いの特例に関する法律が例として挙げられる。
シス規範的な行政制度は、性別二元制を強化し、それを当然のものとして扱うが、これはトランスジェンダーの人々にとって不適切であり、彼らを過剰に可視化する一方で同時に不可視化も生じさせる。このような状況は、とりわけトランスジェンダーの移民にとって深刻な問題となる。また、シス規範は、生物学的事実と社会規範を混同することで、植民地主義的・民族中心主義的な視点と結びつくことがある。シス規範は、ジェンダー研究や「反ジェンダー運動」、トランス排除的急進フェミニズムへの攻撃にも影響を与えている。